# 梁田
梁田（1989年10月2日—），汉族，中国大陆女主持人、演员。

## 主要经历
- 1989年 出生于辽宁省沈阳市；
- 2008年 考入中国传媒大学播音与主持艺术专业本科班（2012年毕业）；
- 2011年 获得第六届CCTV电视节目主持人大赛中优秀奖，全国11强[1]；
- 2012年 获得安徽电视台电视节目主持人大赛全国第四名，同年签约湖南卫视，主持《中国金鹰电视艺术节金鹰大直播特别节目》；
- 2013年 主持湖南卫视《播报多看点》《播报早看点》《想唱就唱》《新闻大求真》[2]等节目；
- 2014年初，代表湖南卫视主持人携手快男冠军华晨宇登上中央电视台春晚[3]；同年2月在湖南卫视《我是歌手》第二季中担任动力火车的经纪人。
- 2015年1月起在湖南卫视《我是歌手》第三季中担任李榮浩的经纪人。
- 2016年3月起在湖南卫视《我是歌手》第四季中担任老狼的芒果经纪人。
- 2017年2月起在湖南卫视《歌手2017》中担任林志炫的音樂合夥人。
- 2018年2月起在湖南卫视《歌手2018》中担任腾格尔的音樂合夥人。
- 2019年3月起在湖南卫视《歌手2019》中担任陈楚生的音樂合夥人。
- 2020年2月起在湖南卫视《歌手·当打之年》中担任蕭敬騰的音樂合夥人。10月12日，推出首支个人单曲《伸手快乐》[4]。

## 主持节目
| 播出日期 | 電視台                 | 节目名称                             | 备注 |
| 2010年   | 湖南卫视               | 《新看点》                           |      |
| 2010年   | 旅游卫视               | 《空姐看世界》                       |      |
| 2010年   | 北京电视台卡酷少儿频道 | 《七色光》                           |      |
| 2010年   | 北京电视台卡酷少儿频道 | 《闪天下》                           |      |
| 2011年   | 中央电视台综合频道     | 《状元360》                          |      |
| 2011年   | 中央电视台综合频道     | 《正大综艺·吉尼斯中国之夜》          |      |
| 2012年   | 湖南卫视               | 《新闻大求真》                       |      |
| 2012年   | 湖南卫视               | 《新闻公开课》                       |      |
| 2012年   | 湖南卫视               | 《“我们都是活雷锋”晚会》             |      |
| 2012年   | 湖南卫视               | 《金鹰大直播》                       |      |
| 2012年   | 湖南卫视               | 《播报多看点》                       |      |
| 2013年   | 湖南卫视               | 《2013成人礼十八岁的梦想与现实》     |      |
| 2013年   | 湖南卫视               | 《呼啦最强音》                       |      |
| 2013年   | 湖南卫视               | 《2013快乐男声·想唱就唱》            |      |
| 2014年   | 中央电视台             | 《中央电视台春节联欢晚会》           |      |
| 2014年   | 湖南卫视               | 《第十三届汉语桥世界大学生中文比赛》 |      |
| 2015年   | 湖南卫视               | 《2015湖南卫视春节联欢晚会》         |      |
| 2015年   | 湖南卫视               | 《2015全球华侨华人大联欢》           |      |
| 2016年   | 芒果tv                 | 《“2016湖南卫视小年夜春晚”特别直播》 |      |
| 2017年   | 湖南卫视               | 《2017年湖南卫视小年夜春晚》         |      |
| 2017年   | 湖南卫视               | 《2017书香中国全民阅读季启动式晚会》 |      |
| 2018年   | 湖南卫视               | 《2018湖南衛視中秋之夜》             |      |

## 电视剧
| 首播年份 | 剧名                 | 角色       | 备注               |
| 2014年   | 《懂小姐》           | 懂小姐妹妹 |                    |
| 2015年   | 《烈火海洋》         | 林姗姗     |                    |
| 2016年   | 《因为爱情有幸福》   | 苏小妹     |                    |
| 2017年   | 《思美人》           | 昭碧霞     |                    |
| 2017年   | 《思美人之山鬼后裔》 | 新聞記者   | 網絡劇             |
| 2018年   | 《金牌投资人》       | 戚羽       |                    |
| 2021年   | 《百炼成钢》         | 钱韵玲     | 单元《黄河在咆哮》 |
| 2022年   | 《爱恋告急》         | 木茜       | 網絡短劇           |